# GameWard
GameWard est une organisation professionnelle de sport électronique française basée à Boulogne-Billancourt qui possède actuellement des équipes sur différents jeux. Son équipe de League of Legends évolue en Ligue française de League of Legends.

## Historique
GameWard dispose d'infrastructures à Boulogne-Billancourt dans un espace de 600 m2 comprenant une salle de musculation, des salles d’entraînement ou encore un studio vidéo. Depuis 2019, l’ancien joueur de tennis Julien Benneteau est directeur sportif du club ; il apporte son expérience de sportif de haut niveau et utilise son image dans la recherche de partenaires,,. Le club organise des stages de découverte de l’esport.
En janvier 2021, Le Coq sportif devient l'équipement officiel du club esport francilien,. En mars, le joueur de basket-ball Andrew Albicy devient ambassadeur du club.

## League of Legends
| Nat. | Pseudo   | Nom              | Rôle     | Date d'entrée  |
| ---- | -------- | ---------------- | -------- | -------------- |
|      | Melonik  | Dawid Ślęczka    | Top      | 5 janvier 2022 |
|      | Akabane  | Philippe Le      | Jungle   | 5 janvier 2022 |
|      | Czekolad | Paweł Szczepanik | Mid      | 5 janvier 2022 |
|      | Innaxe   | Nihat Aliev      | AD Carry | 5 janvier 2022 |
|      | Kamilius | Kamil Košťál     | Support  | 5 janvier 2022 |

|  | Nico    | Nicolas Perez     | Entraîneur        | 5 janvier 2022 |
|  | Malau   | Malaury Restouble | Entraîneur        | 5 janvier 2022 |
|  | Kayvaan | Tadija Knezevic   | Manager           |                |
|  |         | Julien Benneteau  | Directeur sportif |                |

## Trackmania
Sous les couleurs de GameWard, le Breton Gwendal « Gwen » Duparc a remporté trois éditions de la ZrT TrackMania Cup en 2020 (en solo), 2021 (en trio) et 2022 (en duo).